# Рудинско кале
Рудинско кале (на гръцки: Καλές του Ρούδινου, Κάστρο Αλώρου) е антично укрепено селище над мъгленското село Рудино (Алорос), Гърция.

## Разкопки
Селището е открито в 1913 година, веднага след като Мъглен попада в Гърция, от видния гръцки археолог Николаос Пападакис. Последващи разкопки има в 1986, 1993 и в 1996 година и са доста частични.

## Описание
Селището е разположено източно югоизточно от Рудино на хълм в меандър на река Мъгленица (Могленицас), която го обгражда от север, изток и юг. От хълма има изглед към цялата котловина Мъглен и той контролира входана на котловината и комуникациите между южните и източните области по реката. Селището вероятно е експлоатирало околните медни, железни и златни находища.
Крепостта е претърпяла значителни щети, особено при крепостните стени. Обитавана е от късната бронзова епоха до постримската епоха.
В югозападната част на хълма, вътре зад стените са открити гробове от желязната епоха, склад за питоси, работилница и голям брой тежести за стан, които принадлежат към развития елинистически период. Крепостните стени датират в раннохристиянската епоха, но са изградени върху по-ранни. Иззидани са от камъни, фрагменти от керемиди и тухли от сгради от по-ранни периоди с хоросан. Западната стена е дълга 155 m и ширината в последния постримски период е 2,10 m на юг и 1,40 m на север. В западната част стените надвишават 5 m височина. Вратата е с форма на двойна ниша на издължено П с размери 7,00 x 7,80 m. Във вратата е употребен варовик от Воденско, както и местен вулканичен камък. В заграденото от стените пространство са открити следи от селище от желязната епоха.
При разкопките са открити македонски и други монети от IV – II век пр. Хр. Много от монетите са на Александър III Македонски с неговия портрет от едната страна и Буцефал от другата.

## Идентификация
Откривателят на селището Николаос Пападакис още в 1913 година го идентифицира с античния град Европос. Европос заедно с Орма и Апсалос е един от трите града в Алмопия, споменати от Клавдий Птолемей във II век.
В 1922 година Рудино е прекръстено на Алорос по името на античния град в Алмопия, споменат в перипъла на Псевдо-Скилакс: „Първият град на Македония е Хераклио, след това Дион, Пидна (гръцки град), Метоне (гръцки град) и река Халиакмон, град Алорос и река Лидиас, град Пела с царския дворец в него, до който се стига по река Лидиас. След това река Аксиос, река Ехедорос, град Терме, Енеа (гръцки)“ (67). Според някои учени калето е Алорос.
В 1998 година селището е обявено за защитен археологически паметник.